# Ignaz Praetorius
Ignaz Praetorius (ur. 11 września 1836 w Reszlu, zm. 20 października 1908 w Grudziądzu) – niemiecki botanik, nauczyciel gimnazjów w Braniewie, Chojnicach i Grudziądzu, archeolog amator.

## Życiorys

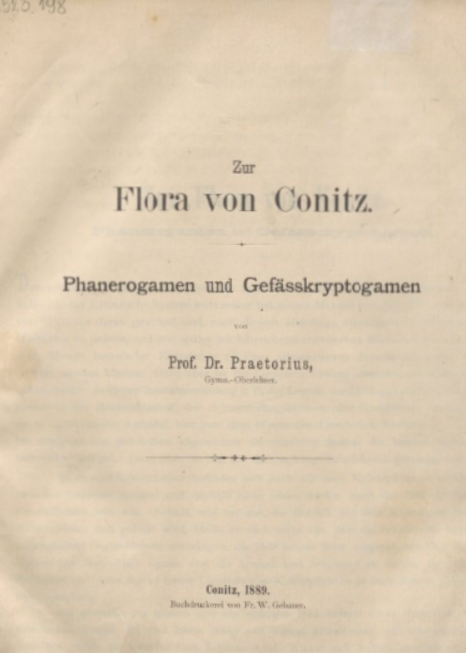
Ignaz Praetorius Zur Flora von Conitz (O florze Chojnic)

Urodził się w Reszlu na Warmii. Do szkoły elementarnej uczęszczał w Dobrym Mieście, gdy tam przeprowadzili się jego rodzice. Następnie rozpoczął naukę w Królewskim Katolickim Gimnazjum w Braniewie, które ukończył z egzaminem maturalnym w 1858 roku. Rozpoczął studia na Uniwersytecie Wrocławskim, na którym ukończył wydział filozofii oraz w 1863 uzyskał doktorat z fizyki. 3 lipca 1863 zdał egzamin uprawniający do wykonywania zawodu nauczyciela. We Wrocławiu odbył roczną praktykę nauczycielską w gimnazjum. W 1864 otrzymał stanowisko nauczyciela pomocniczego w przed sześciu laty ukończonym gimnazjum w Braniewie. Z każdym rokiem awansował w hierarchii nauczycielskiej. 1 października 1868 mianowano go na stanowisko starszego nauczyciela w Królewskim Gimnazjum Katolickim w Chojnicach. W mieście tym zamieszkał przez następne 32 lata. W chojnickim gimnazjum uzyskał tytuł profesora na podstawie patentu ministra z dnia 8 grudnia 1880. W Chojnicach oprócz działalności dydaktycznej prowadził również badania naukowe i archeologiczne. Archeologiczne znaleziska przesyłał do towarzystw naukowych. Opublikował dwa artykuły archeologiczne o znaleziskach w Pawłówku-Wybudowaniu i Chojnicach oraz napisał trzy opracowania na z dziedziny trygonometrii, które opublikował w rocznych sprawozdaniach szkolnych gimnazjum. Ważne miejsce w jego badaniach zajmowała także biologia oraz, w mniejszym stopniu, zoologia. Jego publikacje z tego zakresu z tego zakresu znajdowały oddźwięk w środowisku naukowym. 1 października 1900 został przeniesiony na własną prośbę do gimnazjum w Grudziądzu. Tam też mieszkał do śmierci w 1908 roku i tam został pochowany.

### Życie prywatne
Był dwukrotnie żonaty. Pierwsza żona Malwina szybko zmarła. Następnie ożenił się z Jenny Hamilton. Z drugiego małżeństwa urodziło się czterech synów, wszyscy w Chojnicach: Ernest, Adalbert, Ignacy i Gustaw. Prowadził bardzo skromne życie.